# Derivada formal
En matemáticas, la derivada formal es una operación sobre elementos de un anillo de polinomios o un anillo de series formales de potencias que imita la forma de la derivada empleada en cálculo. Aunque parecen similares, la ventaja algebraica de un derivada formal es que no se basa en la noción de límite, que en general es imposible de definir para un anillo. Muchas de las propiedades de la derivada son verdaderas para la derivada formal, pero algunas, especialmente aquellas que hacen declaraciones numéricas, no lo son.
La diferenciación formal se usa en álgebra para comprobar la multiplicidad de las raíces de un elemento.

## Definición
La definición de derivada formal es la siguiente: dado un anillo R (no necesariamente conmutativo), sea A = R[x] el anillo de polinomios sobre R. Entonces, la derivada formal es una operación sobre elementos de A, donde si
{\displaystyle f(x)\,=\,a_{n}x^{n}+\cdots +a_{1}x+a_{0},}
entonces su derivada formal es
{\displaystyle f'(x)\,=\,Df(x)=na_{n}x^{n-1}+\cdots +2a_{2}x+a_{1},}
al igual que para los polinomios sobre los números reales o los complejos. Aquí {\displaystyle ma_{i}} no significa multiplicación en el anillo, sino {\displaystyle \sum _{k=1}^{m}a_{i},} donde {\displaystyle k} nunca se usa dentro del sumatorio.
Existe un problema con esta definición de anillos no conmutativos. La fórmula en sí es correcta, pero no existe una forma estándar de polinomio. Por lo tanto, utilizando esta definición es difícil probar que {\displaystyle (f(x)\cdot b)'=f'(x)\cdot b.}

## Definición axiomática muy adecuada para anillos no conmutativos
A diferencia de la fórmula anterior, se puede definir la derivada formal axiomáticamente como la aplicación {\displaystyle (\ast )^{\prime }\colon R[x]\to R[x]} que satisface las siguientes propiedades:
1) {\displaystyle r'=0} para todos los {\displaystyle r\in R\subset R[x].}
2) El axioma de normalización, {\displaystyle x'=1.}
3) La aplicación conmuta con la operación de suma en el anillo polinomial, {\displaystyle (a+b)'=a'+b'.}
4) La aplicación satisface la ley de Leibniz con respecto a la operación de multiplicación del anillo polinomial, {\displaystyle (a\cdot b)'=a'\cdot b+a\cdot b'.}
Se puede probar que esta definición axiomática produce una aplicación bien definida que respeta todos los axiomas habituales del anillo.
La fórmula anterior (es decir, la definición de la derivada formal cuando el anillo de coeficientes es conmutativo) es una consecuencia directa de los axiomas antes mencionados:
{\displaystyle (\sum _{i}a_{i}x^{i})'=\sum _{i}(a_{i}x^{i})'=\sum _{i}((a_{i})'x^{i}+a_{i}(x^{i})')=\sum _{i}(0x^{i}+a_{i}(\sum _{j=1}^{i}x^{j-1}(x')x^{i-j}))=\sum _{i}\sum _{j=1}^{i}a_{i}x^{i-1}.}

## Propiedades
Se puede verificar que:
- La diferenciación formal es lineal: para dos polinomios cualesquiera f(x), g(x) en R[x] y elementos r, s de R, se tiene que

{\displaystyle (r\cdot f+s\cdot g)'(x)=r\cdot f'(x)+s\cdot g'(x).}
Cuando R no es conmutativa, hay otra propiedad de linealidad diferente en la que r y s aparecen a la derecha en lugar de a la izquierda. Cuando R no contiene un elemento identidad, ninguno de estos se reduce al caso de simplemente una suma de polinomios o la suma de un polinomio con un múltiplo de otro polinomio, que también debe incluirse como una propiedad de linealidad.
- La derivada formal satisface la regla de Leibniz:

{\displaystyle (f\cdot g)'(x)=f'(x)\cdot g(x)+f(x)\cdot g'(x).}
Debe tenerse en cuenta el orden de los factores; cuando R no es conmutativo, esto es importante.
Estas dos propiedades hacen que D sea una derivación en A (consúltese módulo de formas diferenciales relativas para una discusión sobre una generalización del concepto).

## Aplicación para encontrar factores repetidos
Como en el cálculo, la derivada permite detectar raíces múltiples. Si R es un cuerpo, entonces R[x] es un dominio euclídeo, y en esta situación se puede definir la multiplicidad de raíces; para cada polinomio f(x) en R[x] y cada elemento r de R, existe un número entero no negativo mr y un polinomio g(x) tal que
{\displaystyle f(x)=(x-r)^{m_{r}}g(x)}
donde g(r) ≠ 0 . mr es la multiplicidad de r como raíz de f. De la regla de Leibniz se deduce que en esta situación, mr es también el número de diferenciaciones que se deben realizar en f(x) antes de que r ya no sea una raíz del polinomio resultante. La utilidad de esta observación es que, aunque en general no todos los polinomios de grado n en R[x] tienen n raíces contando multiplicidades (este es el máximo, por el teorema anterior), se puede pasar a una extensión de cuerposs en los que esto es cierto (es decir, se verifica su clausura algebraica). Una vez hecho así, se puede descubrir una raíz múltiple que no era una raíz en absoluto simplemente sobre R. Por ejemplo, si R es el cuerpo con tres elementos, el polinomio
{\displaystyle f(x)\,=\,x^{6}+1}
no tiene raíces en R; sin embargo, su derivada formal es cero, ya que 3 = 0 en R y en cualquier extensión de R, por lo que cuando se pasa al cierre algebraico tiene una raíz múltiple que no pudo haber sido detectada por factorización en R. Por lo tanto, la diferenciación formal permite una noción efectiva de multiplicidad. Esto es importante en la teoría de Galois, donde la distinción se hace entre extensión separable (definida por polinomios sin raíces múltiples) y la de polinomios inseparables.

## Correspondencia con la derivada analítica
Cuando el anillo R de los escalares es conmutativo, existe una definición alternativa y equivalente de la derivada formal, que se asemeja a la que se utiliza en el cálculo diferencial. El elemento Y – X del anillo R[X, Y] divide Yn - Xn para cualquier número entero no negativo n y, por lo tanto, divide f(Y) - f( X) para cualquier polinomio f en uno indeterminado. Si el cociente en R[X, Y] se denota por g, entonces
{\displaystyle g(X,Y)={\frac {f(Y)-f(X)}{Y-X}}.}
Entonces no es difícil verificar que g(X, X) (en R[X]) coincide con la derivada formal de f como se definió anteriormente.
Esta formulación de la derivada funciona igualmente bien para una serie de potencias formales, siempre que el anillo de coeficientes sea conmutativo.
En realidad, si la división en esta definición se lleva a cabo en la clase de funciones de {\displaystyle Y} continua en {\displaystyle X}, recapturará la definición clásica de la derivada. Si se lleva a cabo en la clase de funciones continuas tanto en {\displaystyle X} como en {\displaystyle Y}, se obtiene una diferenciabilidad uniforme, y la función {\displaystyle f} será continuamente diferenciable. Del mismo modo, al elegir diferentes clases de funciones (como las clase lipschitziana), se obtienen diferentes tipos de diferenciación. De esta forma, la diferenciación se convierte en parte del álgebra de funciones.